# Краснопартизанский район
Краснопартиза́нский райо́н — административно-территориальная единица (район) и муниципальное образование (муниципальный район) в Саратовской области России.
Административный центр — рабочий посёлок Горный.

## География
Расположен в центре Левобережья, на Сыртовой равнине. Вдоль северной границы района проходит долина реки Большой Иргиз с живописными берегами, покрытыми лесом. Большинство источников района имеют повышенную минерализацию воды.
Протяжённость автодорог общего пользования с твёрдым покрытием — 185 км.

## История
Район образован как Красно-Партизанский 18 января 1935 года в составе Саратовского края с центром в селе Корнеевка. С 5 декабря 1936 года — в составе Саратовской области.
В 1939 году центр района перенесен в рабочий посёлок Горный.
30 сентября 1958 года в состав района вошла территория упразднённого Чапаевского района с центром в селе Сулак.
1 февраля 1963 года район был упразднён, но 12 января 1965 восстановлен как Краснопартизанский.

## Население
| Годы      | 1939   | 1959   | 1970   | 1979   |
| --------- | ------ | ------ | ------ | ------ |
| Население | 21 461 | 29 554 | 22 942 | 20 876 |

| 1989    | 2002    | 2009    | 2010    | 2011    | 2012    | 2013    |
| ------- | ------- | ------- | ------- | ------- | ------- | ------- |
| 19 941  | ↘17 709 | ↘15 027 | ↘13 008 | ↘12 938 | ↘12 506 | ↘12 109 |
| 2014    | 2015    | 2016    | 2017    | 2018    | 2019    | 2020    |
| ↘11 735 | ↘11 547 | ↘11 312 | ↘11 016 | ↘10 711 | ↘10 388 | ↘10 091 |
| 2021    |         |         |         |         |         |         |
| ↘9505   |         |         |         |         |         |         |

### Урбанизация
В городских условиях (рабочий посёлок Горный) проживают 45,62 % населения района.

### Национальный состав
| №  | Национальность | 1939 год        | 2020 год       |
| -- | -------------- | --------------- | -------------- |
| 1  | Русские        | 17 039 (75,8 %) | 7 773 (82,7 %) |
| 2  | Казахи         | 1 170 (5,6 %)   | 818 (8,7 %)    |
| 3  | Татары         | 181 (0,9 %)     | 158 (1,7 %)    |
| 4  | Марийцы        | -               | 122 (1,3%)     |
| 5  | Украинцы       | 1 149 (5,4 %)   | 44             |
| 6  | Белорусы       | 147 (0,7 %)     | 17             |
| 7  | Немцы          | 1 581 (7,4 %)   | -              |
| 8  | Другие         | 191             | 468            |
| 9  | Не указали     | 3               | 105            |
| 10 | Всего          | 21 461          | 9 505          |

До 1941 года немцы составляли свыше 7 % населения района. Немецкое население было депортировано в соответствии с изданным 28 августа 1941 года Указом Президиума ВС СССР о переселении немцев, проживающих в районах Поволжья.

## Муниципально-территориальное устройство
В Краснопартизанский муниципальный район входят 2 муниципальных образования, в том числе 1 городское поселение и 1 сельское поселение:
| №        | Муниципальное образование              | Административный центр | Количество населённых пунктов | Население | Площадь, км2 |
| -------- | -------------------------------------- | ---------------------- | ----------------------------- | --------- | ------------ |
| 1e-06    | Городское поселение:                   |                        |                               |           |              |
| 1        | Горновское муниципальное образование   | рабочий посёлок Горный | 13                            | ↘6454     | 848,66       |
| 1.000002 | Сельское поселение:                    |                        |                               |           |              |
| 2        | Рукопольское муниципальное образование | посёлок Петровский     | 17                            | ↗3051     | 1525,27      |

В рамках организации местного самоуправления в 2005 году в новообразованном муниципальном районе были созданы 1 городское и 7 сельских поселений. В 2013 году были упразднены Большесакмыковское, Римско-Корсаковское и Сулакское муниципальные образования (включены в Горновское), а также Корнеевское, Милорадовское и Чистопольское муниципальные образования (включены в Рукопольское).

## Населённые пункты
В Краснопартизанском районе 30 населённых пунктов, в том числе 29 сельских и 1 городской (рабочий посёлок)..
| №  | Населённый пункт  | Тип             | Население | Муниципальное образование |
| -- | ----------------- | --------------- | --------- | ------------------------- |
| 1  | Беленка           | село            | ↘207      | Рукопольское              |
| 2  | Бобов             | посёлок         | ↘136      | Горновское                |
| 3  | Большая Сакма     | село            | ↘572      | Горновское                |
| 4  | Головинщено       | село            | ↘310      | Рукопольское              |
| 5  | Горный            | рабочий посёлок | ↘4336     | Горновское                |
| 6  | Дальний           | посёлок         | ↘103      | Рукопольское              |
| 7  | Емельяновка       | посёлок         | ↘241      | Горновское                |
| 8  | Корнеевка         | село            | ↘580      | Рукопольское              |
| 9  | Милорадовка       | село            | ↘591      | Рукопольское              |
| 10 | Непокоиха         | село            | ↘53       | Рукопольское              |
| 11 | Нестеровка        | посёлок         | ↘55       | Горновское                |
| 12 | Новая Сакма       | село            | ↘111      | Горновское                |
| 13 | Новоуспенка       | посёлок         | ↘0        | Рукопольское              |
| 14 | Октябрьский       | посёлок         | ↘265      | Рукопольское              |
| 15 | Петровский        | посёлок         | ↘536      | Рукопольское              |
| 16 | Подшибаловка      | село            | ↘268      | Горновское                |
| 17 | Раздольное        | село            | ↘322      | Рукопольское              |
| 18 | Римско-Корсаковка | посёлок         | ↘484      | Горновское                |
| 19 | Родионовка        | село            | ↘126      | Горновское                |
| 20 | Рукополь          | село            | ↘698      | Рукопольское              |
| 21 | Савельевка        | село            | ↘273      | Горновское                |
| 22 | Садовый           | село            | ↗103      | Горновское                |
| 23 | Светлый           | посёлок         | ↘0        | Рукопольское              |
| 24 | Семёновка         | село            | ↘26       | Рукопольское              |
| 25 | Смирновский       | посёлок         | ↗8        | Горновское                |
| 26 | Сулак             | село            | ↘1015     | Горновское                |
| 27 | Толстовка         | село            | ↘430      | Рукопольское              |
| 28 | Урожайный         | посёлок         | ↘19       | Рукопольское              |
| 29 | Целинный          | посёлок         | ↘0        | Рукопольское              |
| 30 | Чистопольский     | посёлок         | ↘310      | Рукопольское              |

## Экономика
Район аграрный, производится зерно, корма на орошаемых землях, мясо, молоко.
На территории района есть полезные ископаемые: фосфориты, горючие сланцы, строительные материалы. Промышленность представлена небольшими предприятиями по переработке молока и мяса, а также строительных материалов.

## Средства массовой информации
В Краснопартизанском районе выходит газета «Заволжские степи», являющаяся официальным органом администрации района.